# Khamti
Khamti (również: Kam Ti, Tai Khamti, Khampti, Shan Khamti) – grupa etniczna zamieszkująca indyjski stan Arunaćal Pradeś oraz przyległe tereny Mjanmy. Posługują się językiem khamti z tajskiej grupy językowej, blisko spokrewnionym z językiem szan. Ich liczebność ocenia się na około 13 tysięcy osób. Khamti są wyznawcami buddyzmu therawada.